# Pagpalha Geleg Namgjal
Pagpalha Geleg Namgjal ( འཕགས་པ་ལྷ་དགེ་ལེགས་རྣམ་རྒྱལ་ , Wylie: vphags pa lha dge legs rnam rgyal; čínsky v českém přepisu Pcha-pa-la ke-lie lang-ťie, pchin-jinem Pagbalha Gêlêg Namgyä, znaky zjednodušené 帕巴拉·格列朗杰; * 16. ledna 1940) je 11. pagpalha hutuktu tibetského buddhismu a politik Čínské lidové republiky, dlouholetý místopředseda celostátního výboru Čínského lidového politického poradního shromáždění (1959–1993 a od 2003) a místopředseda stálého výboru Všečínského shromáždění lidových zástupců (1993–2003) a předseda tibetského oblastního výboru Čínského lidového politického poradního shromáždění (od 1993). Je čestným předsedou Čínské buddhistické asociace (od 2002).

## Život
Pagpalha Geleg Namgjal se narodil 16. ledna 1940 v okresu Li-tchang (v tehdejší provincii Si-kchang;v dnešním autonomním kraji Kardze v provincii S’-čchuan. Roku 1942 byl uznán za převtěleného jedenáctého pagpalhu hutuktu. Patří k těm tibetským převtělencům (tulkům) kteří celoživotně spolupracují s režimem Čínské lidové republiky.
Po obsazení Si-kchangu vojsky čínské lidové republiky roku 1950 byl jmenován místopředsedou Čhamdoského osvobozeneckého výboru (1951–1959). V letech 1952–1956 studoval buddhismus v klášteře Sera v Lhase. Roku 1956 se stal členem přípravného výboru Tibetské autonomní oblasti a od roku 1960 i jeho místopředsedou (do 1965). Roku 1965 přešel na místo místopředsedy tibetské vlády (do 1993). Mezitím byl roku 1959 zvolen místopředsedou celostátního výboru Čínského lidového politického poradního shromáždění (ČLPPS, do 1993; znovuzvolen 1965, 1978, 1983 a 1988). Byl poslancem Všečínského shromáždění lidových zástupců (zvolen 1964, 1975, 1978, 1993, 1998). Během kulturní revoluce byl nucen odejít z politických funkcí a živit se manuální prací, od poloviny 70. let se vrátil politiky. Od roku 1993 přešel z politického poradního shromáždění na pozici místopředsedy stálého výboru Všečínského shromáždění lidových zástupců (do 2003, znovuzvolen 1998). Roku 2003 se vrátil na místo místopředsedy celostátního výboru ČLPPS (znovuzvolen 2008, 2013, 2018 a 2023). Současně od roku 1933 vykonává úřad předsedy tibetského oblastního výboru ČLPPS.